# فيروتشيو لامبورجيني (متسابق دراجات نارية)
فيروتشيو لامبورجيني (بالإيطالية: Ferruccio Lamborghini)‏ مواليد 9 يناير 1991 في بولونيا، هو متسابق دراجات نارية إيطالي. نافس في سباقات بطولة العالم لفئة 125 سي سي. كما شارك في بطولة العالم للسوبرسبورت.

## روابط خارجية
- فيروتشيو لامبورجيني على موقع WorldSBK.com (الإنجليزية)